# Montana Trail
"Montana Trail" (em português: "Rota ou Trilho de Montana) foi uma estrada de vagões que servia as antigas cidades das minas de ouro como  Bannack, Virginia City (Montana) e mais tarde  Helena durante o período da febre do ouro : nas décadas de 1860 e 1870. Ela derivava da  Oregon Trail no sudeste do estado do Idaho e corria a norte através de uma ponta à outra o leste do Idaho ao longo da bem estabelecida rota americana do Montana ocidental. Um ramal, também conectava com  Salt Lake City que era um importante ponto de abastecimento nos primeiros tempos da febre do ouro. A  Montana Trail continuava a norte e a leste estendendo-se  de  Fort Benton em Montana ao Rio Missouri.  Fort Benton foi o segundo ponto de abastecimento ligando as cidades da corrida do ouro ao comércio nos  navios do rio Missouri.

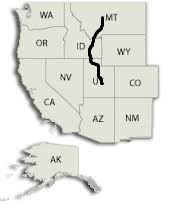
Mapa da Montana Trail

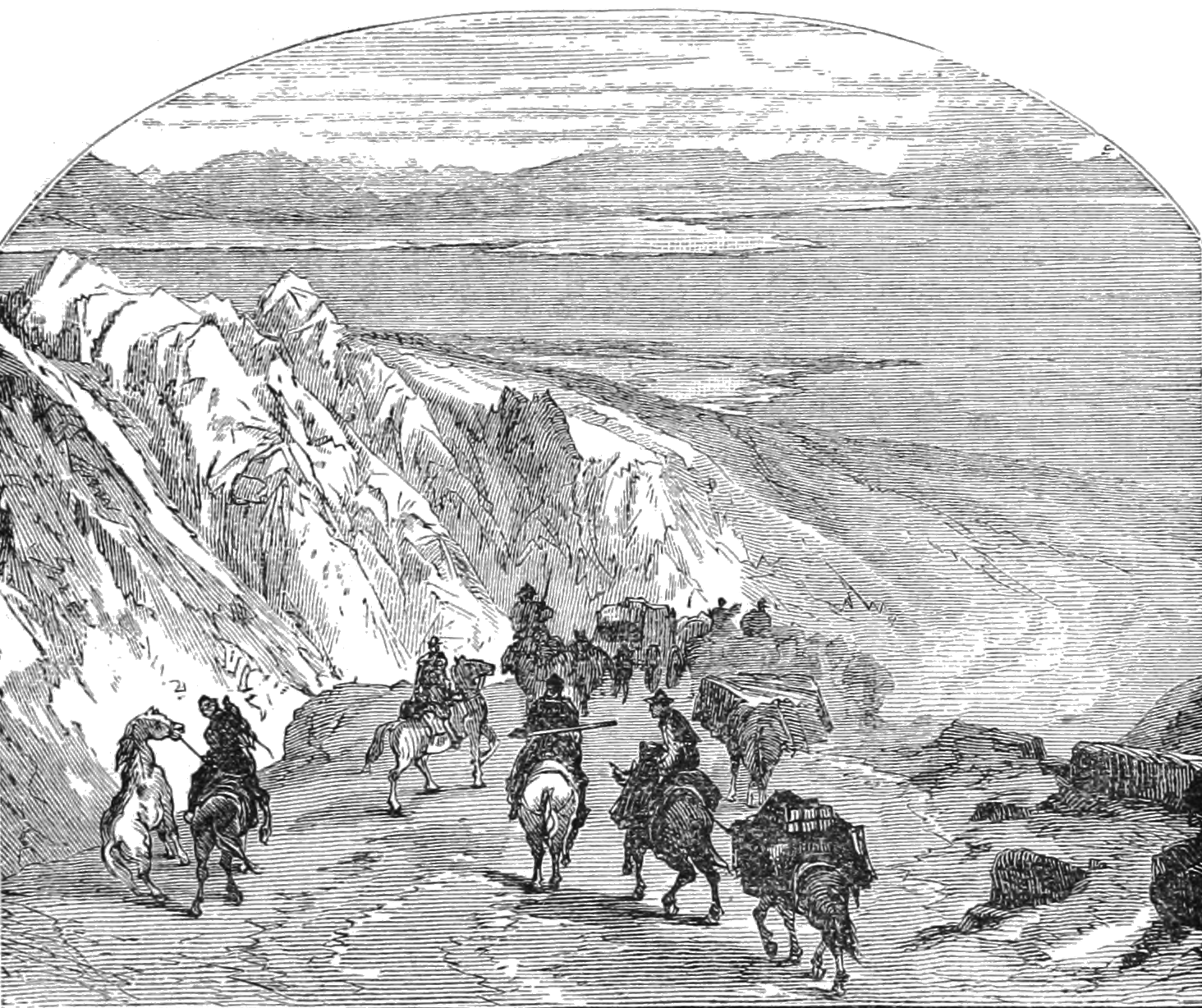
Homens a cavalo no Montana Trail.

A Rota de Montana foi a mais importante rota/trilho nos inícios da história do estado de Montana e um das mais importantes rotas no chamado "Velho Oeste". Foi cenário de vários assaltos a diligência(s)/carruagens com ouro,assaltos à mão armada e dramas de vida e  morte  predominantes  no Velho Oeste.Nessa área, os xerifes pouco podiam fazer para evitar os assaltos e assassinatos, havendo mesmo alguns que eram coniventes com os criminosos, como terá sido o caso do xerife de Bannack, Henry Plummer, acusado por muitos como chefiando uma quadrilha acusada de inúmeros assaltos e assassinatos e que acabaria por ser linchado através de enforcamento pelos controversos Vigilantes. Além disso, os vagões e os caminhantes a cavalo podiam ser atacados pelos índios.

## Leituras
- (em inglês) Madsen, Betty M. and Brigham D. North to Montana: Jehus, Bullwhackers, and Mule Skinners on the Montana Trail. Salt Lake City: University of Utah Press, 1980. ISBN 0-87480-130-3